# There's a Poison Goin' On...
Albums de Public Enemy
He Got Game
(1998) The Best of Public Enemy
(2001)
Singles
1. Do You Wanna Go Our Way???
Sortie : Septembre 1999

There's a Poison Goin' On... est le septième album studio de Public Enemy, sorti le 20 juillet 1999.

## Liste des titres
| No  | Titre                               | Contient un (des) sample(s) de                                                         | Durée |
| --- | ----------------------------------- | -------------------------------------------------------------------------------------- | ----- |
| 1.  | Dark Side of the Wall: 2000         | Hard Times de Baby Huey                                                                | 1:36  |
| 2.  | Do You Wanna Go Our Way???          | Sock It My Way de The Animated Egg Lesson 2 (James Brown Mix) de Double Dee & Steinski | 3:56  |
| 3.  | LSD                                 |                                                                                        | 3:30  |
| 4.  | Here I Go                           | Don't Change Your Love des Five Stairsteps Gucci Time de Schoolly D                    | 3:05  |
| 5.  | 41:19                               | Bad Boys d'Inner Circle                                                                | 3:57  |
| 6.  | Crash                               |                                                                                        | 3:48  |
| 7.  | Crayola                             |                                                                                        | 3:30  |
| 8.  | First the Sheep, Next the Shepherd? |                                                                                        | 3:17  |
| 9.  | World Tour Sessions                 |                                                                                        | 4:27  |
| 10. | Last Mass of the Caballeros         |                                                                                        | 3:56  |
| 11. | I                                   | Ripped Open by Metal Explosions du Galt MacDermot's First Natural Hair Band            | 4:30  |
| 12. | What What                           | Funky Drummer de James Brown Ashley's Roachclip des Soul Searchers                     | 5:02  |
| 13. | Kevorkian                           |                                                                                        | 2:37  |
| 14. | Swindlers Lust                      |                                                                                        | 5:23  |

| 15. | Do You Wanna Go Our Way??? [Nextmen UK Mixx]                                 | 4:18 |
| 16. | Here I Go [Commissioned Mixx DJ Johnny Juice Vacation in Vietnam Forida Mix] | 3:20 |
| 17. | World Tour Sessions [G Wiz Black Planet Tour Mix]                            | 3:35 |
| 18. | I [Eye for an Eye Mixx]                                                      | 5:43 |
| 19. | Kill 'Em Live                                                                | 3:25 |